# Benomil
Benomil (en anglès:Benomyl),també comercialitzat com Benlate, és un fungicida que va ser introduït l'any 1968 per DuPont. És una benzimidazola sistèmica (que penetra dins els teixits de la planta) que és selectivament tòxic pels microorganismes i els invertebrats (especialment els cucs de terra). El Benomil s'enllaça a microtúbuls interferint amb les funcions cel·lulars com la meiosi i el tranport intracel·lula. Per la resistència que han desenvolupat els fongs a aquest (i a altres) fungicides el benomil ha perdut eficàcia. L'empresa DuPont va deixar de fabricar-lo l'any 2001 pels costos legals. Tanmateix se segueix produint en altres països.

## Toxicitat
El Benomil en mamífers té una toxicitat tan baixa que resulta impossible administrar les dosis necessàries per establir la LD50. Arbitràriament s'estableix que la LD50 és "més gran de 10.000 mg/kg/dia per rates". Hi pot haver irritació en la pell en exposicions industrials i en alguns casos reaccions al·lèrgieques.
La EPa (United States Environmental Protection Agency) va classificar el Benomil com a possible carcinogen. Els estudis carcinogènics van produir resultats conflictius. Hi va haver un estudi britànic del 1993, publicat pel diari Observer que associava el Benomil amb la ceguesa dels nadons. El 1996 es va indemnitzar a una dona de Miami pel naixement sense ulls del seu fill que es va considerar associat a l'exposició al producte de la mare durant l'embaràs. Quelcom similar va ocórrer a Nova Zelanda.

## Efectes mediambientals
El Benomil queda fortament lligat al sòl i en gran part no es dissol en l'aigua. La seva vida mitjana dura de tres mesos a un any.
El 1993 els medioambientalistes units a agricultorsdels Estats Units, que es consideraven perjudicats per la contaminació de Benomil amb herbicides propugnaren un boicot al Benomil i els productes en general de l'empresa DuPont".